# Lista de bairros de Eirunepé
Este anexo lista os bairros de Eirunepé, que são as divisões oficiais do município brasileiro supracitado, localizado no interior do estado do Amazonas, Região Norte do país. As subdivisões estão de acordo com a prefeitura da cidade, enquanto os dados populacionais foram coletados pelo Instituto Brasileiro de Geografia e Estatística (IBGE) durante o censo realizado no ano de 2010 e os dados dos domicílios estão de acordo com aquele instituto, com referências do mesmo ano.
Eirunepé, em 2010, era composta por 6 bairros oficiais, além de povoados rurais, comunidades ribeirinhas, de loteamentos e bairros não-oficiais localizados na área territorial do município. Segundo o IBGE, o mais populoso era o Nossa Senhora de Fátima, reunindo 8 674 habitantes, sendo seguido pelo Santo Antônio, com 4 574 habitantes.

## Bairros de Eirunepé
| Bairros oficiais de Eirunepé      |            |            |            |                         |
| Bairro                            | Habitantes | Habitantes | Habitantes | Domicilios particulares |
| Bairro                            | Homens     | Mulheres   | Total      | Domicilios particulares |
| Centro                            | 619        | 627        | 1 246      | 327                     |
| Nossa Senhora Aparecida           | 1 183      | 1 199      | 2 382      | 537                     |
| Nossa Senhora de Fátima           | 4 380      | 4 294      | 8 674      | 2 046                   |
| Nossa Senhora do Perpétuo Socorro | 1 701      | 1 669      | 3 370      | 708                     |
| Santo Antônio                     | 2 338      | 2 236      | 4 574      | 961                     |
| São José                          | 984        | 936        | 1 920      | 451                     |